# Maison de Tayac

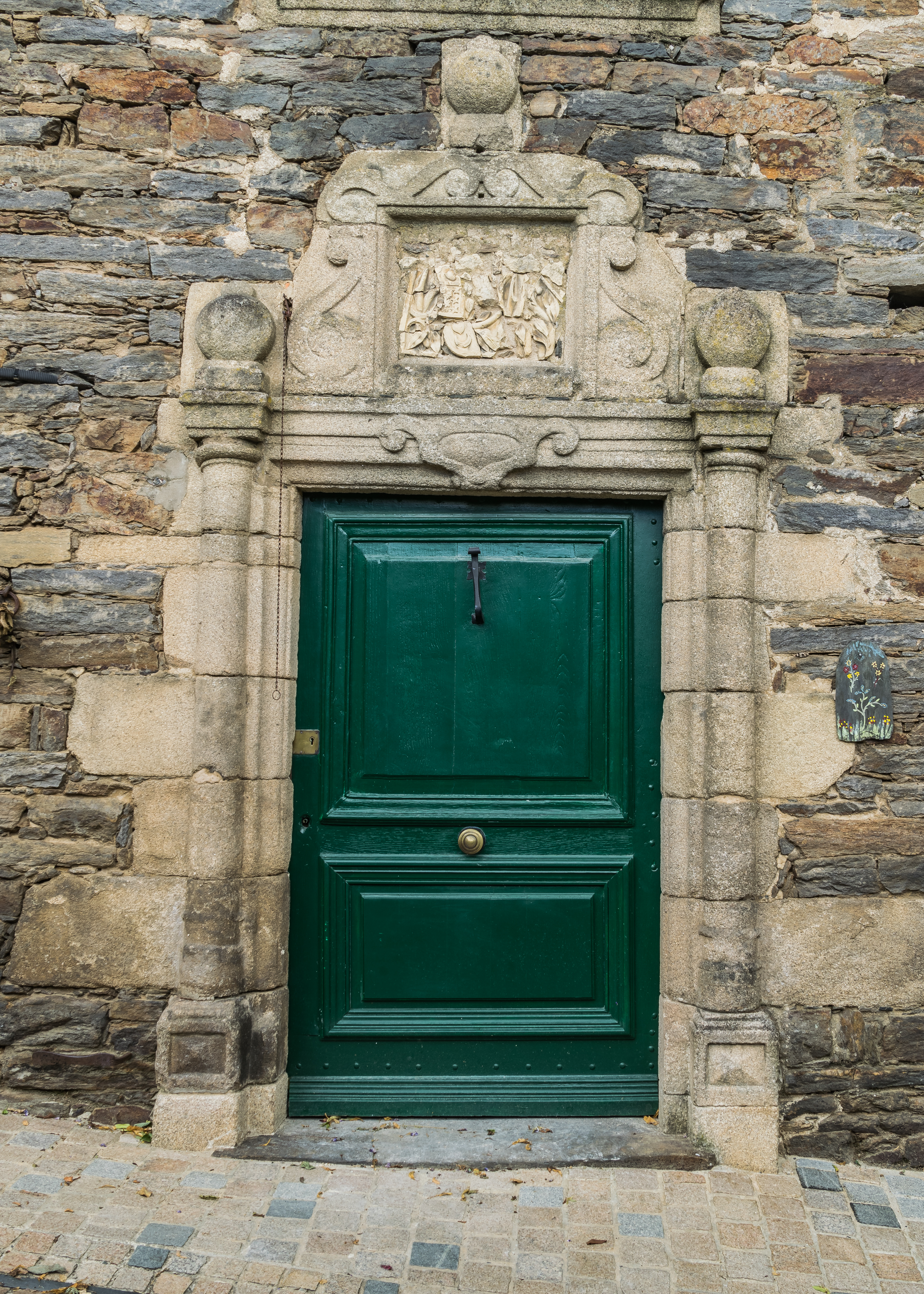
La porte d'entrée.

La maison de Tayac, aussi appelé château de Tayac, est un bâtiment situé rue Pierre-Chalaud, à Uzerche, en France.

## Localisation
La Maison de l'Hébrardie est située dans le département français de Corrèze.

## Historique
Le château de Tayac a appartenu à la famille des Gautier qui participèrent activement à la Révolution puis à l’Empire. Elle a appartenu à Jean Philippot de Tayac, qui fut maire d’Uzerche de 1866 à 1877. Le couple légua sa fortune à la ville et à l’hospice.
La batisse se distingue par une tour en poivrière et une autre tour carrée. La porte de la tour carrée porte un écusson rappelant la légende des armes d'Uzerche.
La porte et la tourelle du XVIe ont été inscrites au titre des monuments historiques le 21 octobre 1963, protection étendue en 2020 aux façades et toitures de la maison, à l'exclusion de l'aile en retour au nord, la cage d'escalier principale et le jardin et ses murs de soutènement.